# Carnduff
Carnduff est une ville du sud-est de la Saskatchewan au Canada.

## Démographie
| 2001  | 2006  | 2011  | 2016  |
| ----- | ----- | ----- | ----- |
| 1 017 | 1 012 | 1 126 | 1 099 |